# TVR Grantura
O Grantura é um coupé da TVR.